# Медер, Эльмар Теодор
Э́льмар Те́одор Ме́дер (нем. Elmar Theodor Mäder; род. 28 июля 1963, Нейдеруцвиль, Швейцария) — 33-й командир Папской Швейцарской гвардии с 2002 по 19 августа 2008 года. Он имеет чин полковника гвардии.

## Биография
Эльмар — один из пяти детей Тео и Катарины Медер — родился в Нейдеруцвиле, но рос он в Уцвиле в кантоне Санкт-Галлен. Он учился в вузе в Санкт-Галлене и в университете Фрибура, после чего поступил в швейцарскую армию. Там он достиг чина старшего лейтенанта в войсках ПВО. Поступил на службу в Папскую Швейцарскую гвардию в 1998 году и был назначен её командиром в 2002 году, сменив на этом посту Пия Сегмюллера.
Медер попал в газетные заголовки, когда сказал, что нет планов позволить женщинам служить в Швейцарской гвардии. Причиной он назвал размеры кварталы гвардии: они слишком малы, и появление там женщин может привести к проблемам с дисциплиной.
Он шёл за папамобилем 6 июня 2007 года, когда некий немец проскочил кордоны безопасности и попробовал подскочить к папамобилю.
Медер женат на Терезии Блёхлигер, и у них четверо детей.

## Награды
- Командор ордена Святого Григория Великого
- Командор ордена Святого Сильвестра
- Командор Константиновского ордена святого Георгия
- Великий офицер с мечами ордена pro Merito Melitensi
- Великий офицер ордена «За заслуги перед Итальянской Республикой» (2007)[3];
- Кавалер Рыцарского ордена Святого Гроба Господня в Иерусалиме